# Harry Groener
Harry Groener (Augsburgo; 10 de septiembre de 1951) es un actor y bailarín germano-estadounidense, quizás más conocido por interpretrar al alcalde Richard Wilkins en Buffy the Vampire Slayer (temporadas 3, 4 y 7).

## Primeros años
Groener nació en Augsburgo (Baviera, Alemania) de un padre que trabajó como oficinista, concertista de piano y compositor, y de una madre que era cantante de ópera. Emigró a los Estados Unidos con su familia a la edad de dos años. Cuando era adolescente, Groener estudió en el Ballet de San Francisco; él luego iría a estudiar teatro en la Universidad de Washington.

## Carrera
La reputación de Groener en Nueva York se basaría casi enteramente en su obras de teatro musical, aunque la mayor parte de sus papeles fuera de Nueva York han sido en dramas clásicos u obras contemporáneos como Eastern Standard. Su créditos en Broadway incluyen Is there life after high school?, Will Parker en Oklahoma! (nominación a los Premios Tony, Premio Mundial de Teatro), Munkustrap en Cats (nominación al Tony), Georges/George en  Sunday in the Park with George y Bobby Child en Crazy for You (nominaciones a los Premios Tony, Drama Desk y del Outer Critics Circle). En 1999 actuó en el Lucille Lortel Theater en If Love Were All, una revista musical basada en la amistad de Noël Coward y Gertrude Lawrence. Ha actuado en teatros regionales en todo el país, incluyendo el San Diego Old Globe Theatre (donde él es un artista asociado), Mark Taper Forum, Westwood Playhouse, South Coast Repertory, Pasadena Playhouse, Long Wharf Theater, A.C.T. y en el Festival de Teatro de Williamstown.
Groener ha actuado regularmente en televisión, incluyendo apariciones en Star Trek: La nueva generación (1990), Star Trek: Voyager (1996), Star Trek: Enterprise (2005) y en decenas de otras series; también fue un regular en la serie Dear John. En 1998 y 1999, Groener interpretó a Richard Wilkins, el malvado alcalde de Sunnydale en la tercera temporada de la serie de televisión de culto Buffy the Vampire Slayer. Groener repitió su papel en cameos en las temporadas cuarta y séptima de Buffy. Desde 2004 hasta 2006 apareció como el chef Gunther en la serie de televisión Las Vegas. Trabajos notables en películas incluyen Camino a la perdición y A propósito de Schmidt. También apareció en dos episodios de The West Wing como el Secretario de Agricultura y en un episodio de Bones como un cirujano plástico, Henry Atlas. En 2009, Groener apareció en un episodio de la segunda temporada de Breaking Bad como el psiquiatra del protagonista Walter White. También interpretó el papel de Clint, padrastro de Ted, en How I Met Your Mother.
Él era un vocalista regular para el sello Varèse Sarabande, realizando grabaciones tales como Shakespeare on Broadway, Cole Porter: A Musical Toast y varias entregas de las series Unsung Broadway y Lost in Boston. Él interpretó al rey Arturo en Spamalot de Monty Python durante el año 2006. En 2010, apareció en el papel titular en la producción de la Antaeus Company de El rey Lear. Ganó el premio del Drama Critics Circle por esta actuación. En 2012 actuó en el debut de la obra de Christopher Hampton Appomattox en el Guthrie Theater en Minneápolis, interpretando un doble papel como el presidente estadounidense Abraham Lincoln en 1865 y Lyndon B. Johnson en 1965.